# La Tignasse de Jean-Marie
La Tignasse de Jean-Marie est un film muet français, réalisé par Louis Feuillade, sorti en 1907,.

## Fiche technique
- Titre : La Tignasse de Jean-Marie
- Réalisation : Louis Feuillade
- Photographie :
- Société de production : Société des Etablissements L. Gaumont
- Pays de production :  France
- Langue : film muet avec les intertitres  en français
- Format : Noir et blanc — 35 mm — 1,33:1 — Muet
- Métrage :
- Genre :
- Durée :
- Dates de sortie :
  - France : 1907